# Crematogaster arnoldi
Crematogaster arnoldi es una especie de hormiga acróbata del género Crematogaster, categorizada en la tribu Crematogastrini, de la subfamilia Myrmicinae.
Fue descrita por Auguste Forel en 1914. Aparece registrada y publicada en una sección de Bulletin De La Société Vaudoise Des Sciences Naturelles, 50. p. 211–288 de 1914.

## Distribución
Se distribuye por África, en Sudáfrica.